# 현동훈
현동훈(한국 한자: 玄東勳, 1959년 5월 30일 ~ )은 대한민국 법조인 출신 정치인이다. 제37·38대 서울 서대문구청장이다.

## 학력
- 제주일도초등학교 졸업(1972년 2월)
- 제주중학교 졸업(1975년 2월)
- 제주제일고등학교 졸업(1978년 2월)
- 성균관대학교 법학과 학사(1989년 8월)

## 경력
- 강원인터넷대 생활법률과목 강의
- 대구 MBC TV 일요특강 강의
- 대신생명 사원연수 강의
- 삼성전자 사원연수원 강의
- 상명대학교 대학원 강의
- 성균관대 최고경영자 과정 강의
- 세계여성 총연맹 한국지부 강의
- 신세계 문화센터 강의
- 한국청소년 인문사회과학 아카데미 강의
- 현대백화점 현대문화센터 강의
- EBS 교육방송 생활법률강의(1995년)
- MBC아카데미 매니저 과정 강의 중(1996년 ~ 현재)
- 서울에서 변호사 개업(1997년)
- KBS TV 인간대학 강의(1998년)
- G-TV 생활법률코너[현동훈변호사의 퀵써비스] 진행(1999년)
- 한국프랜차이즈협회 자문위원(1999년 3월)
- 제주도 관광협회 고문변호사(1999년)
- 제3대 복지개혁시민연합 사무총장(2001년 6월)
- 제37·38대 서울 서대문구청장(2002년 7월 ~ 2010년 2월,민선, 한나라당(서울의 최연소 기초단체장))[1]

## 저서
- 현동훈변호사의 작은 상식 큰 권리
- 혼자서 소송하는 법
- 신문으로 배우는 법률

## 역대 선거 결과
|  | 43.76% |

|  | 60.79% |